# Hans Bergen
Hans Bergen (München, 5 maart 1890 - Landshut, 17 februari 1957) was een Duitse officier en Generalleutnant tijdens de Tweede Wereldoorlog. Hij voerde het commando over verschillende divisies.

## Leven
Op 5 maart 1890 werd Hans Bergen in München geboren. Zijn vader was Fritz Bergen, een hedendaagse genreschilder en illustrator van beroep, zijn broer Claus Bergen was ook genreschilder van beroep.

### Militaire carrière en Eerste Wereldoorlog
Op 25 september 1910 ging Bergen als Fahnenjunker in dienst van het Beiers leger, en werd bij het Königlich Bayerisches 10. Infanterie-Regiment „König Ludwig“ geplaatst. Dit regiment was bij Ingolstadt gestationeerd. Tijdens de Eerste Wereldoorlog raakte hij aan het Oostfront gewond, en bracht een half jaar in een veldhospitaal door. Er volgden verschillende functies, vooral in zijn eigen regiment als compagniescommandant en bataljonscommandant. Op 1 oktober 1918 werd Bergen tot Hauptmann bevorderd. Tijdens de Eerste Wereldoorlog raakte hij niet alleen gewond (werd met het Gewondeninsigne 1918 in zwart onderscheiden), maar werd ook met beide klassen van het IJzeren Kruis 1914 onderscheiden.

### Interbellum
Op 1 oktober 1919 vroeg hij als Hundertschaftsführer (vergelijkbaar met compagniecommandant) overplaatsing naar de politie in München aan. Op 31 maart 1919 nam Bergen ontslag uit de actieve dienst. Bergen werd het Charakter als Hauptmann verleend. Hij was de oprichter van een vrijkorps. Op 1 oktober 1922 werd hij als Hauptmann bij de politie in München aangesteld. Van 10 december 1923 tot 31 maart 1924 werd hij tot hoofd van de kandidaat-officiersopleiding A van de politie in Beieren benoemd. Bovendien leidde hij vanaf 17 september tot 15 november 1924 Offizierskurs-Schnitzlein. Van 13 september 1924 tot 17 september 1928 werd hij naar de I. polizei-rechtlichen opleiding voor politieofficieren gecommandeerd. Op 21 februari 1929 werd Bergen naar de sMG zur N.V. Wett 3 gecommandeerd. Daar werd hij op 27 juni 1929 tot Hauptmann der Polizei bevorderd. Vanaf 27 juni 1929 was hij commandant van de 3. Hundertschaft (MG) in  Abschnitt I. Daarna volgt de aanstelling als hoofd van de Schutzpolizei van Zweibrücken. Als zodanig nam hij deel aan de 2e nascholing voor politieagenten in München van 18 oktober 1932 tot 3 juni 1933. Hij werd op 1 februari 1933 naar de politie van München overgeplaatst, en werd op 1 juni 1933 als referent in Abschnitt III ingezet. Op 1 augustus 1933 werd Bergen naar de inspectie voor geüniformeerde staatspolitie overgeplaatst, en werd daar tot Ib-Referenten van de politie in Beieren benoemd. Bergen neemt de functie van stafchef bij de inspectie van de politie in het ministerie van Binnenlandse Zaken in Beieren over. Op 22 december 1933 werd hij tot Major der Polizei bevorderd. Hij werkte voor vijftien jaar bij de politie. Na de uitbreiding van de Reichswehr werd hij op 17 juli 1935 (met werking vanaf 1 augustus 1935) in de Wehrmacht overgenomen. Bergen kreeg de functie van officier z.V.   (speciaal gebruik) bij het 62e Infanterieregiment. Hij werd tot Oberstleutnant der Polizei bevorderd. Daarna werd hij tot commandant van het 1e bataljon van de 62e Infanterieregiment in Landshut benoemd, en gelijk tot Oberstleutnant bevorderd. Vanaf 10  november 1935 tot 24 november 1935 volg hij een leergang voor stafofficier in Hammelburg. Terug bij zijn eenheid kreeg Bergen op 21 maart 1936 een ongeluk met zijn auto, en kwam in het ziekenhuis terecht, en daar werd hij op 1 oktober 1937 tot Oberst bevorderd. In de herfst van 1938 werd hij als Oberst in de regimentsstaf van het 62e Infanterieregiment in Landshut ingezet.

### Tweede Wereldoorlog
In de zomer van 1939 met de mobilisatie voor de Tweede Wereldoorlog, werd Bergen tot commandant van het 179e Infanterieregiment van de 57e Infanteriedivisie benoemd. Van augustus 1939 tot het begin van april 1940, was hij Oberst en commandant van het nieuw opgerichte 179e Infanterieregiment. Dit infanterieregiment werd aan het begin van de Tweede Wereldoorlog onder het commando van het 57e Infanteriedivisie gesteld. Met het 179e Infanterieregiment nam hij aan de Poolse Veldtocht deel. Voor de deelname aan de Poolse Veldtocht, werd hij met de beide klassen van de Herhalingsgesp bij IJzeren Kruis 1939 onderscheiden. Bergen werd nog op andere functies ingezet, onder anderen als regimentscommandant en stafofficier. Begin 1940 gaf hij zijn commando weer af, en werd in de Führerreserve geplaatst. Tijdens de Slag om Frankrijk raakte Bergen op 4 juni 1940 gewond, en werd in het Infanterie-Ersatz-Bataillon 179   behandeld. Tot mei 1941 was hij bij verscheidene reserve-eenheden ingezet. Einde mei 1941 werd hij tot commandant van het 187e Infanterieregiment benoemd. De divisie werd naar het Oostfront verplaatst. Hij leidde het 187ste tijdens Operatie Barbarossa en de aanval op Centraal-Rusland. Op 3 juli 1941 werd Bergen met het Anerkennungsurkunde des Oberbefehlshabers des Heeres. (Aanbevelingscertificaat van de Opperbevelhebber van het Duitse Leger) voor een daad op 25 juni 1941, bij Nowogród-Osowiec onderscheiden. Op 9 juli 1941 werd Bergen dan ook met het Ridderkruis van het IJzeren Kruis onderscheiden. Op 1 oktober 1941 werd hij tot Generalmajor bevorderd. Midden november 1941 gaf hij zijn commando weer af, en werd in de Führerreserve geplaatst. Vanaf het midden januari 1942 was hij eerst plaatsvervanger, en daarna commandant van de Infanterie-Division 323   (323e Infanteriedivisie). Vanaf het voorjaar 1942 werd de divisie naar het zuidelijke sector van het Oostfront verplaatst. In november 1942 droeg hij zijn commando weer over. Bergen was tot mei 1943 commandant van de 299. Infanterie-Division (299e Infanteriedivisie). Op 3 mei 1943 werd hij tot commandant van de 390. Feldausbildungs-Division benoemd. Op 1 oktober 1943 werd hij tot Generalleutnant bevorderd. Door de naamswijziging van zijn divisie, werd hij begin juli 1944 tot commandant van de 390. Sicherungs-Division z. b. V. (390e Beveiligingsdivisie) benoemd. In oktober 1944 was hij tot het einde van de oorlog rechter in een "vliegende krijgsraad". In november 1944 werd de divisiestaf ontbonden, daarna gaf hij zijn commando weer over, en werd in het Führerreserve geplaatst. Na ongeveer een maand werd Bergen begin december 1944 tot commandant van de 526. Ersatz-Division (vrije vertaling: 526e Reservedivisie) benoemd. Door de herindeling van de divisie, werd hij dezelfde dag nog tot commandant van 476. Ersatz-Division (vrije vertaling: 476e Reservedivisie) benoemd. Bergen meldde zich ziek, en raakte op 29 maart 1945 in het Ruhrgebied in Amerikaans krijgsgevangenschap. In de zomer van 1947 werd hij weer vrijgelaten.
Beoordeling en functioneren van Bergen
Bergen werd door zijn superieuren en ondergeschikten wegens gebrek aan inzicht, maar vooral vanwege het slecht militaire handelen gerapporteerd, zoals bleek uit een brief van de plaatsvervangend chef van het Heerespersonalamt, Wilhelm Burgdorf. Op 5 november 1942 verloor hij daardoor zijn „völlige Abqualifizierung“ bevoegdheid en zijn commando aan het Oostfront. Hij probeerde weer een frontfunctie te krijgen, maar werd door de slechte rapporten niet meer uit het reserve-leger overgeplaatst.

## Na de oorlog
Er is verder niets bekend over het verloop van zijn leven na de oorlog. Op 17 februari 1957 stierf Hans Bergen in Landshut.

## Militaire carrière
- Generalleutnant: 1 oktober 1943[19][1][13]
- Generalmajor: 1 oktober 1941[19][1][13]
- Oberst: 1 oktober 1937[19][1][13]
- Oberstleutnant: 15 oktober 1935[19][1][13]
- Oberstleutnant der Polizei: 1 maart 1935[19][1]
- Major der Polizei: 22 december 1933[19][1][2]
- Hauptmann der Polizei: 27 juni 1929[19][1][2]
- Oberleutnant der Polizei: 1 oktober 1920[19][1]
- Charakter als Hauptmann: 30 januari 1920[13]
- Hauptmann: 1 oktober 1918[19][1][13][2]
- Oberleutnant: 14 januari 1916[19][1][13][2]
- Leutnant: 28 oktober 1912[19][1][13][2]
- Fähnrich: 25 mei 1911[19][1]
- Unteroffizier: 24 december 1910[19][1]
- Fahnenjunker: 25 september 1910[19][13][2]

## Onderscheidingen
- Ridderkruis van het IJzeren Kruis (nr.337) op 9 juli 1941[13] als Oberst en Commandant van de 187e Infanterieregiment, 87e Infanteriedivisie, Heer[19][1][20][21]
- IJzeren Kruis 1914, 1e Klasse[13][19][1] en 2e Klasse[19][1][13]
- Herhalingsgesp bij IJzeren Kruis 1939, 1e Klasse[20] (26 november 1939)[19][1] en 2e Klasse[20] (25 september 1939)[19][1]
- Dienstonderscheiding van Leger en Marine, (25 dienstjaren)[19] op 2 oktober 1936[1][20]
- Gewondeninsigne 1918 in zwart[19][1][13]
- Gewondeninsigne 1939 in zilver op 24 november 1940[19][1]
- Medaille Winterschlacht im Osten 1941/42 op 15 augustus 1942[19][1][20]
- Erekruis voor Frontstrijders in de Wereldoorlog[19][1] in 1934[20]
- Anschlussmedaille[19][1] in 1939[20]
- Medaille ter Herinnering aan de 13e Maart 1938[19][1]
- Prinzregent Luitpold-Medaille[1]
- Aanbevelingscertificaat van de Opperbevelhebber van het Duitse Leger op 3 juli 1941[13] als Oberst en Commandant van de 187e Infanterieregiment[1][20]

## Publicatie
- (de)  WIR MARSCHIERTEN GEGEN POLEN Ein Erinnerungsbuch an den polnische Feldzug vom Infanterie-Regiment 179. Kommandeur: Oberst Hans Bergen. 1940